# 佩里維爾 (阿拉巴馬州)
佩里維爾（英語：Perryville）是一個位於美國阿拉巴馬州佩里縣的非建制地區。該地的面積和人口皆未知。

## 地理
佩里維爾的座標為32°37′00″N 87°06′51″W / 32.61667°N 87.11417°W，而該地的平均海拔高度為120米（即394英尺）。